# Veuilly-la-Poterie
Veuilly-la-Poterie és un municipi francès situat al departament de l'Aisne i a la regió dels Alts de França. L'any 2007 tenia 135 habitants.

## Demografia

### Població
El 2007 la població de fet de Veuilly-la-Poterie era de 135 persones. Hi havia 60 famílies de les quals 20 eren unipersonals (8 homes vivint sols i 12 dones vivint soles), 16 parelles sense fills, 20 parelles amb fills i 4 famílies monoparentals amb fills.
La població ha evolucionat segons el següent gràfic:
Habitants censats

### Habitatges
El 2007 hi havia 89 habitatges, 60 eren l'habitatge principal de la família, 21 eren segones residències i 8 estaven desocupats. 85 eren cases i 3 eren apartaments. Dels 60 habitatges principals, 49 estaven ocupats pels seus propietaris, 8 estaven llogats i ocupats pels llogaters i 3 estaven cedits a títol gratuït; 3 tenien una cambra, 5 en tenien dues, 3 en tenien tres, 15 en tenien quatre i 34 en tenien cinc o més. 39 habitatges disposaven pel capbaix d'una plaça de pàrquing. A 27 habitatges hi havia un automòbil i a 27 n'hi havia dos o més.

### Piràmide de població
La piràmide de població per edats i sexe el 2009 era:
| Homes | Edats   | Dones |
| ----- | ------- | ----- |
| 0     | 95 o +  | 0     |
| 4     | 90 a 94 | 0     |
| 0     | 85 a 89 | 0     |
| 0     | 80 a 84 | 0     |
| 4     | 75 a 79 | 0     |
| 4     | 70 a 74 | 16    |
| 12    | 65 a 69 | 0     |
| 0     | 60 a 64 | 4     |
| 4     | 55 a 59 | 4     |
| 0     | 50 a 54 | 0     |
| 12    | 45 a 49 | 8     |
| 8     | 40 a 44 | 0     |
| 12    | 35 a 39 | 4     |
| 0     | 30 a 34 | 4     |
| 0     | 25 a 29 | 0     |
| 4     | 20 a 24 | 8     |
| 12    | 15 a 19 | 0     |
| 0     | 10 a 14 | 4     |
| 0     | 5 a 9   | 4     |
| 0     | 0 a 4   | 0     |

## Economia
El 2007 la població en edat de treballar era de 83 persones, 68 eren actives i 15 eren inactives. De les 68 persones actives 64 estaven ocupades (35 homes i 29 dones) i 4 estaven aturades (3 homes i 1 dona). De les 15 persones inactives 3 estaven jubilades, 5 estaven estudiant i 7 estaven classificades com a «altres inactius».

### Ingressos
El 2009 a Veuilly-la-Poterie hi havia 59 unitats fiscals que integraven 136 persones, la mediana anual d'ingressos fiscals per persona era de 16.542 €.

### Activitats econòmiques
Dels 6 establiments que hi havia el 2007, 2 eren d'empreses de comerç i reparació d'automòbils, 1 d'una empresa de transport, 1 d'una empresa d'hostatgeria i restauració, 1 d'una empresa de serveis i 1 d'una empresa classificada com a «altres activitats de serveis».
L'any 2000 a Veuilly-la-Poterie hi havia 3 explotacions agrícoles que ocupaven un total de 219 hectàrees.

## Poblacions més properes
El següent diagrama mostra les poblacions més properes.